# 卡拉莫利斯科耶湖
55°11′32.19″N 49°8′17.06″E / 55.1922750°N 49.1380722°E
卡拉莫利斯科耶湖（俄语：Карамольское），是俄羅斯的湖泊，位於該國西部韃靼斯坦共和國，由卡姆斯科耶烏斯季耶區負責管轄，長0.34公里、寬0.13公里，平均水深3米。